# Stenanthemum bremerense
Stenanthemum bremerense är en brakvedsväxtart som beskrevs av Barbara Lynette Rye. Stenanthemum bremerense ingår i släktet Stenanthemum och familjen brakvedsväxter. Inga underarter finns listade i Catalogue of Life.